# فيل (سويسرا)
فيل (بالألمانية: Wil) هي إحدى بلديات مقاطعة بولاخ في كانتون زيورخ في سويسرا. تبلغ مساحتها 8.94 كيلومتر مربع، ويقدر عدد سكانها بـ 1407 نسمة (حسب تعداد ديسمبر 2017).